# François Daulte

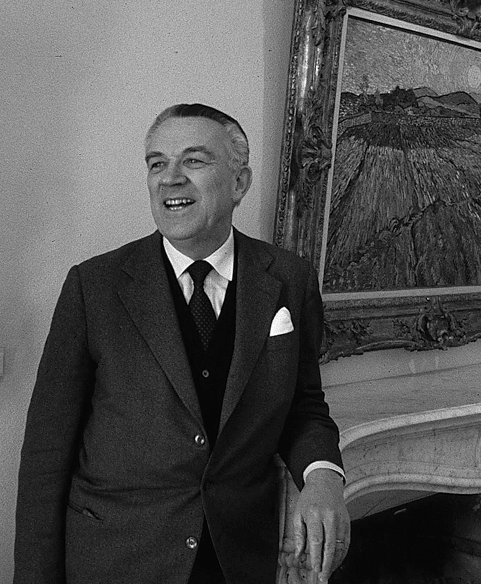
François Daulte (1985)

François Daulte (* 26. Juni 1924 in Vevey; † am 18. April 1998 in Lausanne) war ein Schweizer Kunsthistoriker, Verleger und Kurator. Er war Gründungsdirektor der Fondation de l’Hermitage in Lausanne.

## Leben
François Daulte kam 1924 als Sohn von Phillipe Daulte und seiner Frau Alice, geborene Mourgue-Molines, in Vevey zur Welt. Sein Vater war Pfarrer und Theologieprofessor an der Universität Lausanne. Nach der schulischen Ausbildung studierte Daulte Literaturwissenschaft an der Universität Lausanne und der Universität Freiburg. Danach wechselte er an die Pariser École du Louvre, wo er 1953 mit einer Arbeit über den französischen Maler Frédéric Bazille seine akademische Ausbildung als docteur ès lettres beendete. Im selben Jahr wurde er in seiner Heimatstadt Vevey Kurator im Musée Jenisch. Hier organisierte er in den Folgejahren Ausstellungen zu Künstlern wie Henri de Toulouse-Lautrec, Albert Marquet, Berthe Morisot, Pierre-Auguste Renoir, Amedeo Modigliani, Maurice Utrillo und Gustave Courbet. Es folgten Ausstellungen zu Jean-Honoré Fragonard, Camille Pissarro und Alfred Sisley im Kunstmuseum Bern, zu André Dunoyer de Segonzac und zu französischen Zeichnungen im Musée d’art et d’histoire in Genf sowie zu Jean-Baptiste Camille Corot, Frédéric Bazille und Pierre-Auguste Renoir im Art Institute of Chicago. Im Rahmen der Landesausstellung Expo 64 in Lausanne organisierte er die Ausstellung Chefs-d’œuvre des collections suisses de Manet à Picasso, die drei Jahre später auch im Pariser Musée de l’Orangerie gezeigt wurde. Zudem kuratierte er mehrere Ausstellungen in Japan.
François Daulte war mit Renée Chatelanat verheiratet. Aus dieser Ehe stammen die Kinder Olivier Daulte und Marianne Delafond, die beide später ebenfalls Kunsthistoriker wurden. Zusammen mit seiner Frau gründete Daulte 1955 den Kunstbuchverlag Éditions de la Bibliothèque des Arts mit Standorten in Lausanne und Paris. Er leitete den Verlag bis 1963. Zudem war er mehrere Jahre Herausgeber der Kunstzeitschrift L’Œil, Verwaltungsratspräsident der Zeitung Gazette de Lausanne und Mitglied des Verwaltungsrates der Zeitung Journal de Genève. Daulte verfasste zahlreiche Kunstartikel und veröffentlichte Werkverzeichnisse zu Frédéric Bazille, Alfred Sisley und Pierre-Auguste Renoir. Für seinen Werkkatalog zu Albert Marquet erhielt er 1988 den Buchpreis Prix Élie-Faure.
1984 wurde Daulte Gründungsdirektor des Museums Fondation de l’Hermitage in Lausanne. Hier kuratierte er in den Folgejahren mehr als 30 Ausstellungen, etwa zum französischen Impressionismus oder zu Maurice Utrillo und Édouard Vuillard. Für seine Verdienste um die französische Kultur wurde er 1983 zum Ritter des Ordre des Arts et des Lettres ernannt. Darüber hinaus war er seit 1981 ausländisches Mitglied der französischen Académie des Beaux-Arts. Daulte starb 74-jährig in Lausanne.

## Veröffentlichungen (Auswahl)
- Frédéric Bazille et son temps. Cailler, Genf 1952.
- Le Dessin français de Manet à Cézanne. Éditions Spes, Lausanne 1954.
- Maurice Utrillo, Amadeo Modigliani, André Utter, Suzanne Valadon. Ausstellungskatalog Musée Jenisch, Vevey 1955.
- Aquarelle, Pastelle und farbige Zeichnungen, Pierre-Auguste Renoir. Phoebus, Basel 1958.
- Alfred Sisley: catalogue raisonné de l’œuvre peint. Durand-Ruel, Lausanne 1959.
- Landschaften; Sisley. Deutsche Übersetzung von Brigitte Altenau. Andermann, München/Wien 1962.
- Chefs-d’œuvre des collections suisses de Manet à Picasso. Ausstellungskatalog Musée de l’Orangerie, Skira, Paris 1967.
- L’aube du XXe siècle: de Renoir à Chagall. Petit Palais, Genf 1968.
- L’aquarelle française au XXe siècle. Office du livre, Fribourg 1968.
- Exposition Renoir. Ausstellungskatalog Isetan Museum of Art Tokio und Kyoto Municipal Museum, Yomiuri Shimbun, Tokio 1970.
- Monet et ses amis. Le legs Michel Monet. La donation Donop de Monchy. Musée Marmottan, Paris 1971.
- Auguste Renoir: catalogue raisonné de l’œuvre peint. Durand-Ruel, Lausanne 1971.
- L’œuvre lithographique de Roland Oudot. La Bibliothèque des Arts, Paris 1972.
- Alfred Sisley. Deutsche Übersetzung von Alfred P. Zeller. Schuler, München 1975, ISBN 3-7796-5051-7.
- L’œuvre gravé de Palézieux. Band 1: 1942–1964. La Bibliothèque des Arts, Lausanne 1976, ISBN 2-85047-274-3
- L’œuvre gravé de Palézieux. Band 2: 1965–1974. La Bibliothèque des Arts, Lausanne 1982, ISBN 2-85047-019-8.
- L’œuvre gravé de Palézieux. Band 3: 1975–1989. La Bibliothèque des Arts, Lausanne 1998, ISBN 2-88453-056-8.
- L’œuvre gravé de Palézieux. Band 4: 1990–1999. La Bibliothèque des Arts, Lausanne 2000, ISBN 2-88453-079-7.
- Monet. Ausstellungskatalog Nationalmuseum für westliche Kunst Tokio und Nationalmuseum für moderne Kunst Kyoto, Yomiuri Shimbun, Tokio 1982.
- L’impressionnisme dans les collections romandes. Ausstellungskatalog Fondation de l’Hermitage, Lausanne 1984, ISBN 2-85047-059-7.
- De Cézanne à Picasso dans les collections romandes. Ausstellungskatalog Fondation de l’Hermitage, Lausanne 1985.
- Maurice Brianchon. Ausstellungskatalog Fondation de l’Hermitage, Lausanne 1989.
- Frédéric Bazille et les débuts de l’impressionnisme: catalogue raisonné de l’œuvre peint. La Bibliothèque des Arts, Paris 1992, ISBN 2-85047-182-8.